# Agathis ovata
Agathis ovata — вид хвойних рослин родини араукарієвих.

## Поширення, екологія
Країни проживання: Нова Каледонія. Зустрічається на висотах від 150 до 1150 м. Росте на ультраосновних ґрунтах і в макі, як правило, обмежується скельними виходами.

## Морфологія
Це середнє дерево, росте до 25 метрів заввишки з прямим стовбуром у лісах, хоча у чагарникових районах, де рослина частіше росте як великий чагарник або невелике дерево 1–8 метрів заввишки, гілки починаються від основи вгору з широкою, пласкою, кроною. Кора має глибокі тріщини, і, як правило, білувато-брунатна зовні і червоно-коричнева знизу.

## Загрози та охорона
Гірничодобувна діяльність і пожежі є основними загрозами. Кілька субпопуляцій на великих висотах зустрічаються у захищених районах.